# A játékszabály
A játékszabály (eredeti francia címe: La règle du jeu) 1939-ben bemutatott fekete-fehér francia játékfilm Jean Renoir rendezésében.
A történet az 1930-as évek végén egy franciaországi vidéki kastélyban játszódik, ahol a francia arisztokrácia néhány képviselője és alkalmazottaik egy hét végi ünnepségre gyűlnek össze.

## Ismertetése
Robert de la Chesnaye márki André Jurieux-t, a híres óceánrepülőt meghívja vidéki kastélyába, ahol egy vadásztársaságot lát vendégül. Nem sejti, hogy feleségének, Christine-nek viszonya van Jurieux-vel, aki az óceán feletti látványos repüléssel csak imponálni akar az asszonynak. Christine viszont már régóta tudja, hogy férje (Robert) és Geneviève de Marras között gyengéd szálak szövődtek. A játék az estére szervezett jelmezbálon folytatódik. Amikor Robert észreveszi, hogy Jurieux az ő felesége körül forgolódik, összeverekednek, és csak Geneviève tudja szétválasztani őket. Az uraságokhoz hasonló a cselédség is: szerelmi románc bontakozik ki Marceau, a szolgáló – titokban vadorzó – és Lisette, a szobalány között is, és a fegyelmezett álarcok mögül lassan előbuknak a szenvedélyek. A helyzetet tovább bonyolítja, hogy Lisette épp Schumachernek, a vadőrnek a felesége. Schumacher végighajszolja a kastélyon riválisát és amikor le akarja lőni, tévedésből a Christine-nel éppen éjjeli találkára igyekvő híres pilótát találja el. Mindenki úgy tudja, hogy a márki lőtte le vetélytársát. Az egészet halálos kimenetelű balesetnek beállítva eltussolják, újra helyre áll a rend és nyugalom. A film híres jelenetsora az urak részére szervezett hajtóvadászat, ahol a társaság tagjai unott egykedvűséggel gyilkolják le a rejtekükből felzavart apróvadat.

## Értelmezése
A film a második világháborút közvetlenül megelőző időszak nyomasztó légkörében készült. A rendező Beaumarchais és Marivaux könnyed komédiáit vette alapul, hogy a „vulkánon táncolás” élményét kifejezze. A filmben nincs szorosan szerkesztett központi cselekmény, nincs drámai csúcspont, nincsenek „jó emberek” és „rossz emberek”. A felszínen minden olyan vidám, játékos, főleg a szolgálók jelenetei és figurái; az egész egy sablonos vígjátékra hasonlít megcsalással, jelmezekkel, ruhacserével; csakhogy mindennek a hátterében ott rejlik a társadalmi bomlás, a kitörni kész erőszak és az önáltatás. „Búcsú az arisztokrácia, a nagypolgárság életformájától, a lényegeset mindig áthágó, a felszíneset mindig betartó játékszabályaitól.” – írta Bikácsy Gergely 1976-ban.
„A játékszabály filmszerűség tekintetében, de egyéni módon megvilágított társadalmi felismeréseit illetően is mestermű volt. Emellett A játékszabályban újszerű realizmus is megnyilvánult, amely a különböző beállítások montázsát, tehát az anyagnak a rendező által történő "kiválasztását" bonyolult kameramozgással és a képek mélységélességével helyettesítette – ezt a stílust később Wyler, Welles és Antonioni tökéletesítették.

## A film hányatott sorsa
Renoir franciaországi pályafutásának csúcspontján, 1939-ben forgatta a filmet. A bemutatón értetlenül és ellenérzéssel fogadták, ezért Renoir – a forgalmazók kívánságára – jelentősen lerövidítette. A július eleji premier után alig két hónappal a német hadsereg lerohanta Lengyelországot, elkezdődött a világháború, és a háborús hangulat miatt a filmet csakhamar betiltották. Sokáig úgy tudták, hogy a háború idején a negatív kópia megsemmisült. Később a legnagyobb része előkerült, és a rendező hozzájárulásával 1959-ben a filmet majdnem teljes egészében sikerült újraalkotni. Az átdolgozott változat hossza 106 perc lett.

## Főbb szereplők
- Marcel Dalio – Robert de la Chesnaye márki
- Nora Gregor – Christine de la Chesnaye
- Paulette Dubost – Lisette, a szobalány
- Mila Parély – Geneviève de Marras
- Odette Talazac – Charlotte de la Plante
- Claire Gérard – Madame de la Bruyère
- Anne Mayen – Jackie unokahúga
- Lise Elina – Rádióriporter
- Julien Carette – Marceau, a vadorzó
- Roland Toutain – André Jurieux
- Gaston Modot – Edouard Schumacher, a vadőr
- Jean Renoir – Octave
- Pierre Magnier – A tábornok
- Eddy Debray – Corneille, a komornyik
- Pierre Nay – Monsieur de St. Aubin